# NGC 6466
NGC 6466 ist eine Galaxie vom Hubble-Typ S? im Sternbild Drache am Nordsternhimmel, die schätzungsweise 312 Millionen Lichtjahre von der Milchstraße entfernt ist.
Das Objekt wurde am 18. September 1884 von Lewis A. Swift entdeckt, der dabei „eF, vS, R; bet 2 sts which with 2 others form a cross like cross in Cygnus. Neb placed as gamma Cygni“ notierte.